# Croce di Kulm
La croce di Kulm (Kulmer Kreuz) fu un'onorificenza fondata dal re Federico Guglielmo III di Prussia nel 1813.

## Storia

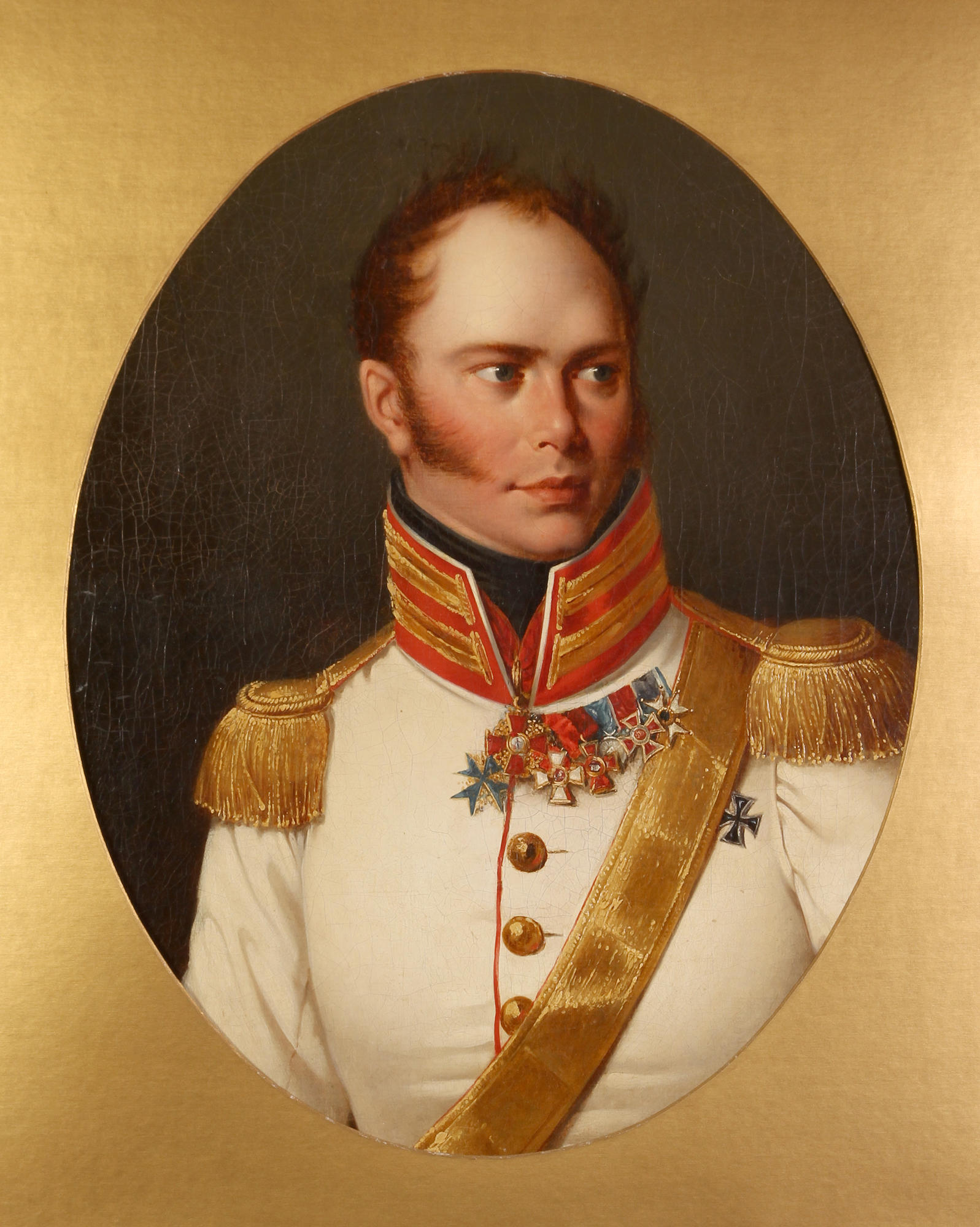
Ritratto di ufficiale di cavalleria russo: si noti la croce di Kulm sulla parte sinistra del petto

La medaglia venne creata il 4 dicembre 1813 dal re Federico Guglielmo III di Prussia dopo la vittoria nella Battaglia di Kulm (29-30 agosto 1813). Essa veniva concessa a discrezione dei superiori e con l'obbligo di aver preso parte alla battaglia di Kulm.
La medaglia venne concessa anche dal governo imperiale russo in una versione identica all'originale ma priva dei monogrammi e della data. La medaglia venne originariamente destinata a 12.066 soldati ma poté essere assegnata solo ai 7.131 soldati che sopravvissero al termine delle guerre napoleoniche nel 1816.

## Descrizione
- La croce prussiana è composta da una croce in tutto e per tutto simile alla croce di ferro avente al centro il monogramma del re Federico Guglielmo III sotto il quale stava la data di fondazione della medaglia "1813". Gli ufficiali avevano una versione in argento, mentre gli altri gradi portavano l'insegna in metallo. La medaglia non aveva nastro in quanto veniva cucita direttamente sull'uniforme. Il retro era piano.
- La croce russa è composta da una croce in tutto e per tutto simile alla croce di ferro senza monogramma né data di fondazione. La medaglia non aveva nastro in quanto veniva cucita direttamente sull'uniforme. Il retro era piano.